# 松滋河
松滋河是长江荆江干流向洞庭湖的四条分流河道之一，也是洞庭湖水沙的来源之一。

## 河道
松滋河始于上荆江南岸的“陈二口”（松滋口）。这里原为长江主航道，现已经成为岔江，称“南江”。左岸为枝江市的百里洲。从“陈二口”（松滋口）至松滋的“大口”（位于涴市镇最西端）为上游，亦称主流，长24.5公里。在“大口”，左岔出“采穴河”，复流入长江。
松滋河在湖北境内分为两支（东、西支）；在湖南境内分为三支（东、中、西支）。
松滋河在胡家岗（属老城镇）分为两支：
- 松滋河东支经沙道观（分岔出“莲支河”汇入西支）、在许家潭分出“官支河”至浦田咀重新汇入东支，至中河口向东分出一支岔河（叫做“中河”或者“扁担河”，长2.5km）在黑狗垱汇入虎渡河。在苏家渡有“苏支河”从西支汇入东支。东支主流经南平。松东支河长130公里，在松滋境内共长达87.5公里。东支在沙道观设有水文站，1954年过流量为3730秒立米，相应水位45.21米；1981年过流量为3120秒立米，相应水位45.40米；1998年过流量为2770秒立米，相应水位45.52米。[3]
- 松滋河西支为主流，向南经新江口、窑子沟入公安县境，经狮子口、汪家汊、郑公渡、澧县如东乡杨家垱。西支在新江口设有水文站，1954年过流量为6400秒立米，相应水位45.77米；1981年过流量为7910秒立米，相应水位46.09米；1998年过流量为6580秒立米，相应水位46.17米。松西河湖北段（马峪口至望家垴段）航道102.4公里整治工程于2021年开工，航道维护标准提高到Ⅲ（3）级，设计航道尺度2.4米×60米×480米（水深×双线航宽×弯曲半径），通航1000吨级一顶二驳双排单列船队，通航保证率97%。该项目对杨家洲等8个滩段实施86.3公里长疏浚工程，疏浚工程量约1510万立方米；建设丁坝18座、锁坝3座、潜坝2座、护滩带66条，总长22.9公里；建设护岸工程31处，总长41.4公里。该项目实施新江口大桥拆除重建（仍为双向四车道建设标准）和大桥改造期间采用人行便桥的过江交通的方案，新江口大桥及人行桥跨越航道采用70+130+70米预应力混凝土连续钢构方案。估算投资139868.66万元。项目工期36个月。[4][5]1970年9月16日新江口大桥破土动工。由多个区镇民兵施工劳动；大桥共27孔，其中一孔跨径48米，二孔跨径35米，其余24孔等跨22.2米，大桥全长654米，第21孔为通航孔道，按4级航道要求设计；桥面由八宝向新江口百分之一的单向升坡，面宽10米，两边各设1.5米人行道，行车道宽7米，混凝土浇筑，铺沥青保护层；1974年3月8日建成通车。2007年12月28日历时一年零七个月新建的新江口大桥主桥正式合拢。

松滋河湖北省境内的东西支在马公湖、瓦窑河相会。在湖南省境内分为三支：
- 东支(安乡境内)。东支在余家尖（余家岗）分岔，西岔蜿蜒8km在舒家渡与松滋河西支汇合，该岔河称“瓦窖河”或称尖刀咀河；东岔继续南流，经王守寺、大湖口、小望角（沙湖口）与中支汇合，至小河口与虎渡河汇流。全长154.3公里，其中安乡境内69.7公里。东支在湖南省安乡县境内余家岗至小望角河段称大湖口河，长43.6 公里。从小河口再下延18.4公里到肖家湾注入目平湖，称为“松澧洪道”。东支设有大湖口水文站，最大流量为3340秒立米（1998.09.01），最高水位41.35米（1998.07.24），相应流量2460秒立米。1981年7月20日，流量2240秒立米，相应水位39.18米。河道主要特性窄、深、湾，两岸无滩地，坡岸剥蚀严重，河床切深加剧，呈现结果是堤防滑坡年年发生，过流量逐渐加大。
- 中支（澧县与安乡县界河）。舒家渡至青龙郜3公里。青龙郜、三叉垴、夹夹、在张九台及小望角，与七里湖的支河五里河相会后入澧水尾阊洪道。青龙窖至小望角38公里，称为自治局河。中支为。左岸为安乡县安澧大垸，右岸为澧县西(洲)官垸。系清道光二十八年(1848)洪水冲刷形成。设有“自治局水文站”，最大流量5100秒立米（1960.07.26，相应水位37.27米），1998年8月19日流量2940秒立米，最高水位为41.38米（1998.07.24，相应流量为2660秒立米）。
- 西支(在澧县境内也称官垸河)。在青龙郜（青龙窖）、毛家山从松滋河中支分出。经余家台、毛家岔、官垸码头、濠口，在彭家港入七里湖（从松滋大口至此长113.2公里，原为松滋河干流），另一东岔在汇口村经五里河向东汇入中支。西支河长35.5公里。五里河位于西支与中支间，属于澧水水系与松滋河水系的汊河，东起张久台，西至汇口，长3.2公里，流向不定，既可以从西支流向中支，也可以从中支流向西进入澧水尾闾洪道入湖。[7]

松滋河多年径流量为459亿立方米。洪水期间松滋河分流量约占荆江洪水流量的七分之一。1954年东西支合流量为10130秒立米，1998年合流量9350秒立米。     
松滋河与虎渡河汇流后入目平湖的洪道称松虎洪道（松澧洪道）。从松滋河东、中支汇合处的小望角起经县城、小河口，长26.1公里；从小河口至肖家湾，长18.4公里。松滋河与虎渡河在安乡支汊众多，随着合理的堵支强干，汇流点逐步南移。从松滋河与虎渡河汇流点开始的松虎洪道，1954年以前为松荫（安福乡最南）外洲，止于肖家湾，长54.5公理；1954年至1958年起于五七电排，止于肖家湾，长47.0公里；1958年至1978年起于（安乡县城北）书院洲，止于肖家湾，长37.0公里；1978年以后起于安宏乡小河口，止于肖家湾，长18.4公里.。
洈水为松滋河右岸一级支流，在刘家咀注入松滋河西支。为松滋水系最大的支流。洈水北支发源于五峰县青水湾，南支发源于石门县五里坪，南北两支在两河口汇合后注入洈水水库，水库集雨面积1142平方公里，总库容5.93亿立方米，有效库容3.09亿立方米，主坝长1640米，最大垂直高42.7米，有溢洪道两座，下泄量为6180秒立米。再从坝下经西斋、杨林市、桂花树，在汪家汊注入松西支。洈水河全长159.8公里，纳5条支流和19条溪涧，流域面积2218平方公里。洈水历史上最大流量为8340秒立方米（据汪家汊1844年洪水痕迹推算），西斋流量是5700秒立方米，西斋以下汇入2640秒立方米。1935年西斋流量为3500秒立方米，下游汇入约1000秒立方米。
界溪河，系松滋河一级支流，发源于松滋县指路碑，为松滋县、澧县的界河。流经县境刘家大屋、三岔江、香水垱，于界溪桥河入牛浪湖，全长12公里，县内流域面积34．84平方公里。有发源于澧县马家湾北的一条二级支流在三岔江注入，全长14公里。

## 水文历史
1870年长江特大洪水，在松滋县南岸干堤在庞家湾(今新江口)、黄家铺(今沙道观)溃堤。民国《松滋县志》载：“洪水过后，百里之遥，几无人烟，灾民36万”。当年堵复。由于堵口不牢，于1873年再溃，冲成大口，形成松滋水系。松滋溃口以后，分若干支汊河直超中河口，抢占虎渡河的入湖通道，在现在的添围垸附近入湖，迫使虎渡河从中河口东循虎西山岗黄山头东麓南下（现在的虎渡河）。 
民国27年（1938）7月23日，松滋口最大入口流量12300立方米/秒。1987年松滋河新江口的西支的最大流量7910立方米/秒，沙道观的东支的最大流量3120立方米/秒。